# Iakov Akim
Iakov Lazarevitch Akim (russe : Яков Лазаревич Аким ; 15 décembre 1923 - 21 octobre 2013) est un poète soviétique.

## Biographie
Iakov Lazarevitch Akim naît le 15 décembre 1923 dans une famille juive de la ville de Galitch (dans l'actuelle oblast de Kostroma), où ses grands-parents, Ephraïm Naftalevitch et Rachel Lazarevna Akim, dirigent une brasserie. Son père, Lazar Ephraïmovitch Akim (1900-1941), travaille comme mécanicien dans une station de machines et de tracteurs (en) en Galicie. En 1933, il est envoyé construire des semi-remorques à Ivanovo, puis transféré à Moscou par le Commissariat agricole du peuple. Sa famille le suit dans ses déplacements. Le jeune Iakov Akim apprend par lui-même à jouer du violon. Ma mère, Faïna Iakovlevna, bibliothécaire, aime chanter, s'accompagnant, elle et ses enfants (dont le frère cadet de Iakov, Ephraïm, futur scientifique), à la guitare ou à la mandoline. Au début de la Seconde Guerre mondiale, Lazar Akim est mobilisé dans l'Armée rouge, sert dans la défense aérienne de Moscou et meurt en 1941 lors d'un raid aérien.
Iakov Akim lui-même combat au front, dans l'artillerie, et participe à la bataille de Stalingrad. Il suit ensuite trois cours à l'Université d'État de technologie chimique fine de Moscou (en) en 1950, avant de se consacrer entièrement à la littérature.
Il est membre de l'union des écrivains soviétiques à partir de 1956. Il est enterré au cimetière Troïékourovskoïé.

## Sources
- (ru) Cet article est partiellement ou en totalité issu de l’article de Wikipédia en russe intitulé « Аким, Яков Лазаревич » (voir la liste des auteurs).